# Acacia delicatula
Acacia delicatula é uma espécie de leguminosa do gênero Acacia, pertencente à família Fabaceae.